# Watertoren (Meerkerk)
De watertoren in Meerkerk is ontworpen door Technisch Advies Bureau Nederlandse Gemeenten en werd gebouwd in 1936. Het is een van de eerste watertorens die in beton werd uitgevoerd. De toren is - zeker vanaf de Rijksweg A27 - op kilometers afstand al te zien.
De watertoren heeft een hoogte van 59,70 meter en heeft een opslagcapaciteit van 560 m³. Dat zou in principe voldoende moeten zijn voor een half uur watergebruik bij een watercalamiteit in deze regio.
De watertoren is een rijksmonument.
In 2010 werd de watertoren in opdracht van Oasen verkocht door erfgoedmakelaar De Landerije, waardoor hij voor het eerst in particuliere handen kwam.

## Foto's

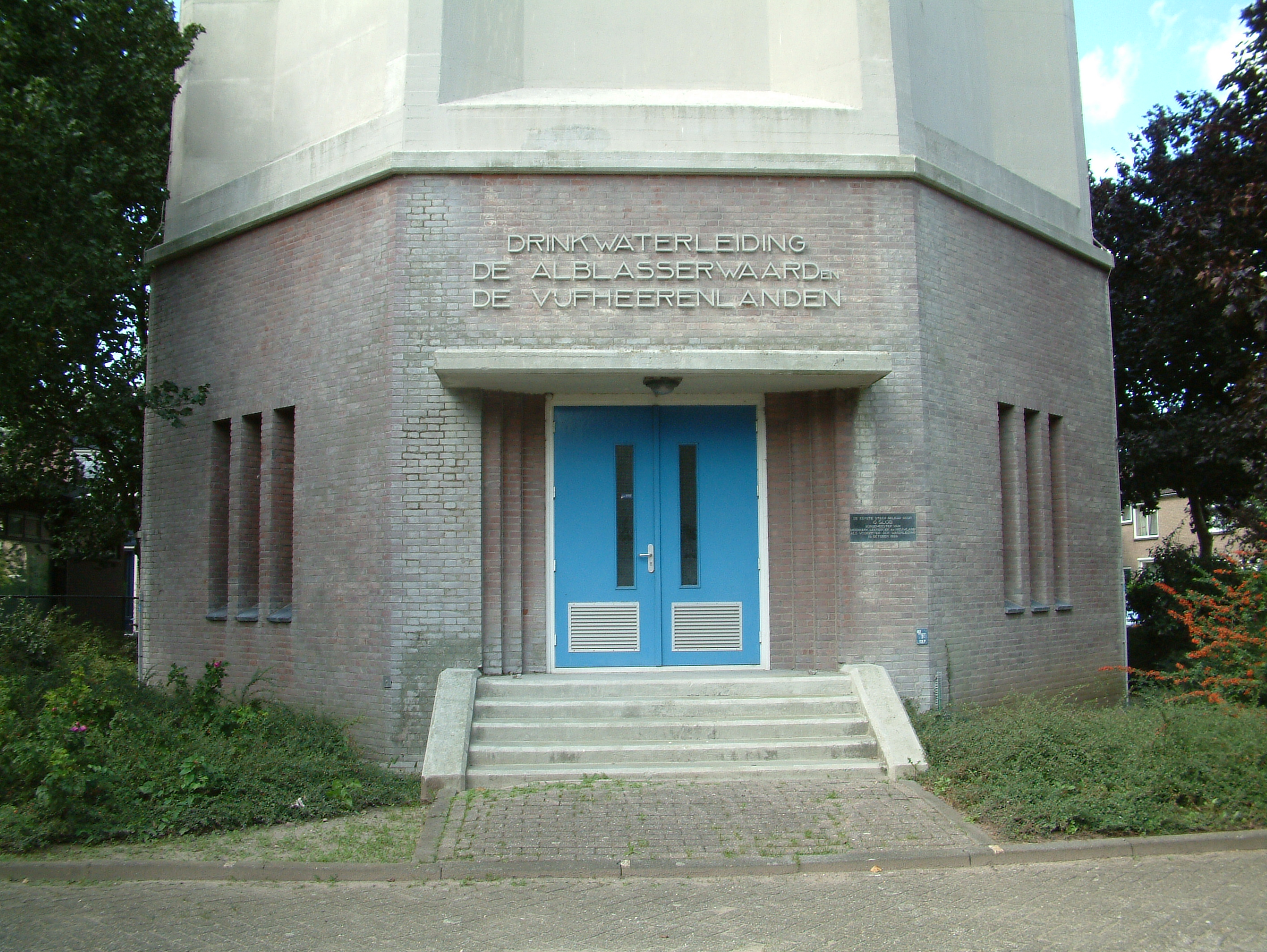
De entree
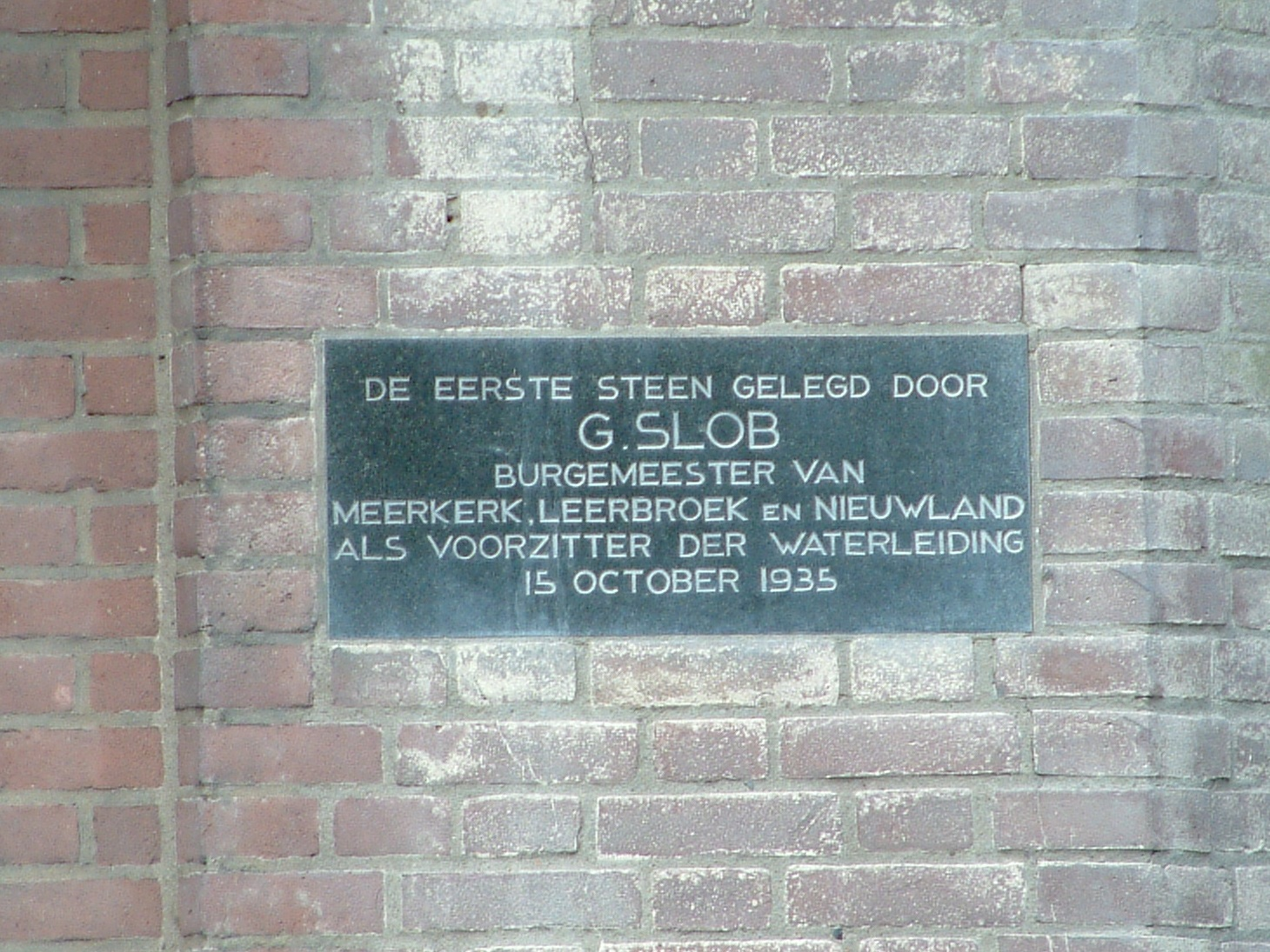
De eerste steen
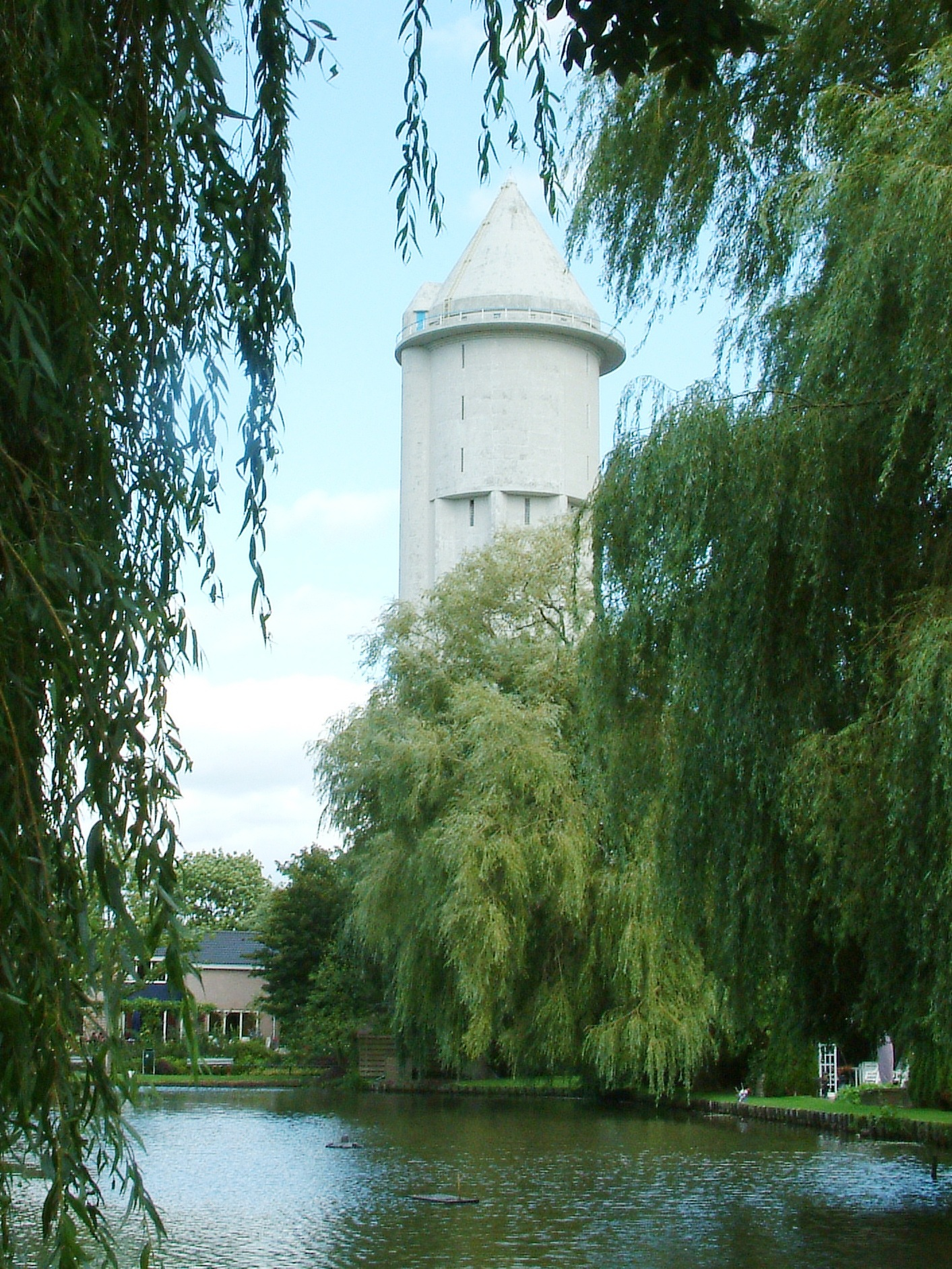
Gezien vanuit het westen
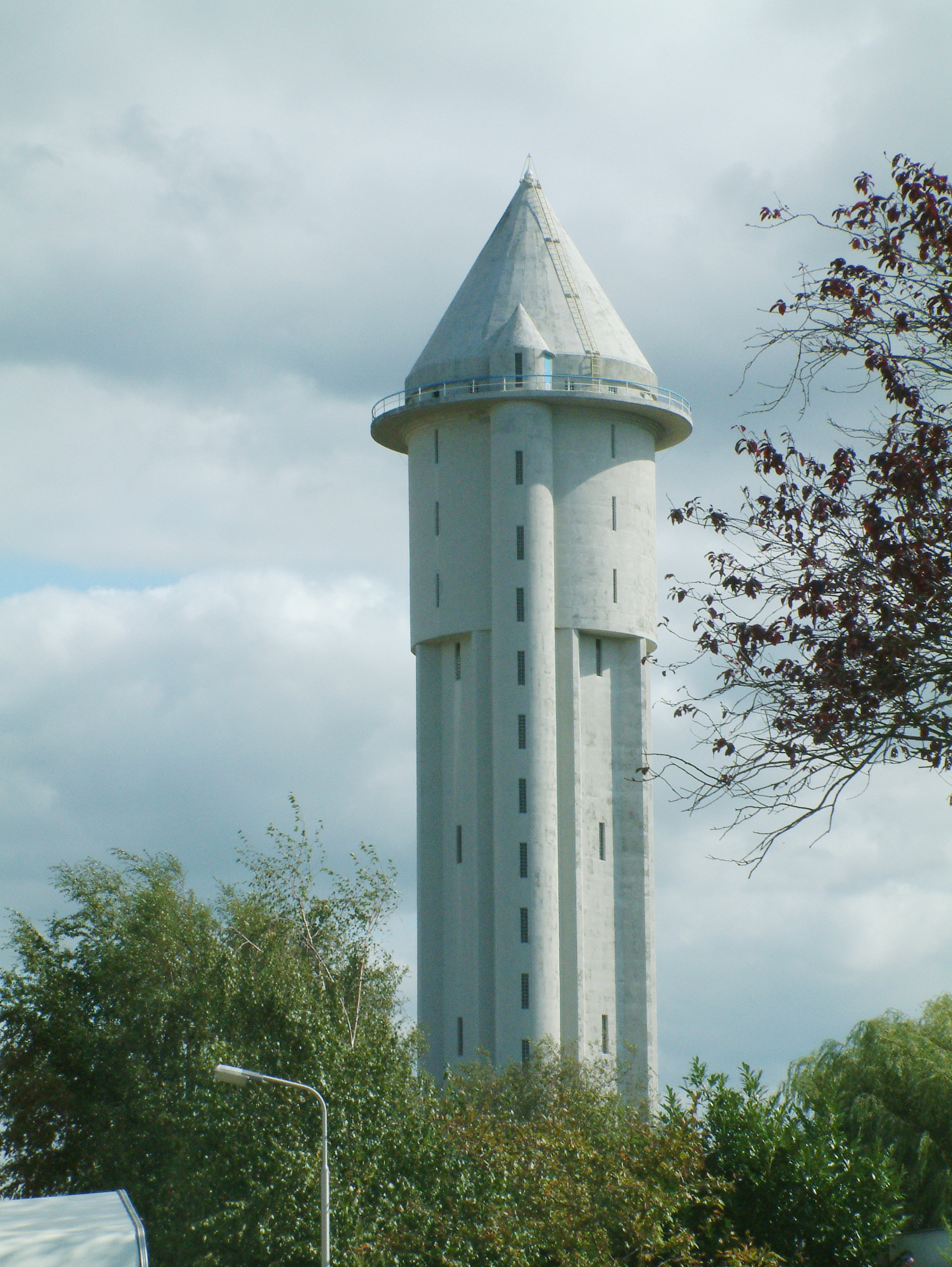
Gezien vanuit het noordwesten

Amersfoort ·
Baarn ·
Bilthoven ·
Breukelen ·
Bunnik ·
Doorn ·
Lopik ·
Maarsbergen ·
Maarssen ·
Meerkerk ·
Mijdrecht ·
Nieuwegein ·
Oudewater ·
Rhenen ·
Soest ·
Soestdijk ·
Utrecht (Amsterdamsestraatweg 380 ·
Heuveloord ·
De Inktpot ·
Neckardreef ·
Spoorwegmuseum ·
Riouwstraat ·
Lauwerhof) ·
Vianen ·
Woerden ·
Woudenberg ·
Zeist